# Faca de Dois Gumes
Faca de Dois Gumes é um filme brasileiro de 1989, distribuido pela extinta Embrafilme, com direção de Murilo Salles e roteiro de Leopoldo Serran, Alcione Araújo e Murilo Salles, baseado em livro homônimo de Fernando Sabino.

## Sinopse
Advogado de família ilustre, marido apaixonado, é traído por sua bela mulher, amante de seu sócio e melhor amigo. Planeja, então, um crime perfeito, articulando meticulosamente todas as peças de sua ação, mas sua atitude passional e fatores imprevisíveis, envolvendo corrupção e o sequestro de seu filho, acabam por levá-lo a se envolver numa série de acontecimentos, que transformam sua vida numa faca de dois gumes, tudo se encaminhando para um final dramático.

## Elenco
- Paulo José ... Jorge Bragança
- Marieta Severo ... Sônia J. Amado
- José de Abreu ... Fontana
- Flávio Galvão ... Marco Aurélio Amado
- Ursula Canto ... Vera Lúcia
- Pedro Vasconcelos ... Paulo Sérgio - Cuca
- Paulo Goulart ... Delegado Olímpio Veloso
- José Lewgoy ... Sr. Álvaro J. Amado

## Principais prêmios
Festival do Cinema Brasileiro de Gramado 1989
- Melhor direção, som, fotografia e cenografia.

III Festival de Cinema de Natal 1989
- Melhor filme e montagem.

VI Rio-Cine-Festival 1990
- Melhor filme, edição de som e trilha sonora.